# Shanghai Haichang Ocean Park
Shanghai Haichang Ocean Park est un parc à thème marin dans le District de Pudong qui contribue au programme touristique global de Shanghai. C'est un projet de Haichang Holdings Group. Le parc s'étend sur un site de 24 hectares à côté du lac Dishui.
Shanghai Haichang Ocean Park ouvre ses portes en 2018 et est la septième destination à thème polaire de Haichang en Chine. Le parc dispose de 13 salles d'exposition, de grandes zones de rencontre d'animaux, de 18 attractions, de salles de cinéma et plus encore. L'accent est mis sur la combinaison du divertissement, de l'écologie et de la recherche scientifique.
La pose de la première pierre a lieu en mars 2015.